# Radiocity
Radiocity Solo Grandi Successi, o più semplicemente Radiocity, è una emittente radiofonica piemontese ricevibile in FM in provincia di Alessandria, Asti, Novara, Pavia, nelle Langhe cuneesi oltre che nella Valle Scrivia genovese e in alcune aree del torinese.

## Storia
Nasce a Castelletto d'Orba (AL) nel marzo 1976 per opera di Giorgio Tacchino, imprenditore del gruppo che ha poi creato e posseduto fino al 31 dicembre 2023 anche le emittenti televisive 7 Gold Telecity, Italia 8 e Telestar.
La sede è a Castelletto d'Orba in via Lavagello 31/A. La prima frequenza è 103 MHz. Nel 1977 viene aperta una sede anche a Genova nei fondi della discoteca "Maddox", successivamente utilizzata per le trasmissioni di Telecity Liguria. Fra i collaboratori della radio di quegli anni vi sono Mauro Salucci detto "Barattolo", Dino Crocco, Marco Predolin, Massimo Citro, Dede Vinci, Patrizia Dioli, "Panda", Daniela, Fabio detto "Fabiaccio" e altri personaggi che poi lavoreranno anche in televisione, per la nascente Telecity.
Da oltre trent'anni Radiocity rimane fedele alla sua missione originaria: "Amiamo vivere il presente senza per questo dimenticare il passato, mai volgari od invadenti, ogni giorno offriamo il migliore mix di successi, ogni ora parliamo di ciò che vivi. Unitamente all'informazione, sempre snella e puntuale, la musica riveste un ruolo determinante nella programmazione: solo il meglio, solo successi in ogni ora del giorno: questa è la nostra missione" questo a detta della direzione.
Dal 1982 al 1994 speaker e direttore artistico nonché responsabile dei programmi è Angelo Maizzi, fra gli altri collaboratori del periodo vi sono Roberto Trapani e Anna Gori.
Dal 1994 il direttore dei programmi è Paolo Zangani, e i responsabili dell'ufficio pubblicità sono Barbara Tacchino e Danilo Parodi. Fra le trasmissioni in palinsesto vi sono un GR nazionale, un GR sport, le informazioni del meteo e del traffico, le rubriche City Compilation, City Service, City Story, City.it e l'oroscopo. Da annotare, inoltre, le interviste agli interpreti musicali del momento di City for you, in onda al sabato alle 13.40.
Nel 1990 prende vita Radiocity Solo Musica Italiana, seconda emittente radiofonica edita da Tacchino. Insieme alla nuova rete, Radiocity si afferma come la radio locale più ascoltata ad Alessandria e provincia, e fra le più seguite del Piemonte.
Con l'avvento del digitale terrestre, dal 2010 Radiocity e Radiocity SMI sono sintonizzabili anche in televisione sui canali radio 701 e 702 nel mux di Telestar nelle regioni Piemonte, Liguria, Lombardia e Valle d'Aosta. 
Dal mese di luglio del 2018 Radiocity Solo Grandi Successi attiva la visual radio in digitale terrestre sul canale 645 per il Piemonte, 297 in Liguria e 616 in Lombardia.
Entro il termine del 2021 prima viene spento il canale della visual radio in Lombardia, successivamente anche quello in Liguria e poi quello in Piemonte, infine vengono anche rimossi dai mux digitali i canali radio.
Da giugno 2022 riappare la visual radio in TV attraverso brevi "finestre" giornaliere in onda durante il mattino e dopo il telegiornale della sera sul canale Telecity, ricevibile in Piemonte e Valle d'Aosta sul canale LCN 10 e in Lombardia e Liguria sul canale LCN 13.

## Conduttori attuali
- Betty Carboni
- Paola Milani
- Renzo Lingua
- Paolo Zangani
- Federico Salmetti
- Valeria Ferrari

## Frequenze
- Alessandria e provincia 99.3 FM, 103.9 FM
- Acqui Terme (AL) 95.0 FM, 103.9 FM
- Casale Monferrato (AL) 103.9 FM
- Novi Ligure (AL) 99.3 FM, 103.9 FM
- Ovada (AL) 90.0 FM, 103.9 FM
- Tortona (AL) 103.9 FM
- Valenza (AL) 99.3 FM, 103.9 FM
- Alba (CN) 99.7 FM
- Asti e provincia 103.9 FM
- Novara e provincia 103.9 FM
- Pavia e provincia 103.9 FM
- Parte della città metropolitana di Milano 103.9 FM
- Valle Scrivia (GE) 103.9 FM
- Cuneo e provincia canale 5B DAB+
- Torino e provincia canale 5B DAB+
- Milano e provincia canale 7A DAB+
- Bergamo e provincia canale 7A DAB+
- Genova e provincia canale 10A DAB+
- Savona e provincia canale 10A DAB+